# T92 (танк)
Легкий танк T92 був інноваційним американським легким танком, розробленим у 1950-х роках компанією Aircraft Armaments. Вагою 16,9 тон і завдовжки 5 м, він розроблявся для заміни важчого на 5 тонн десантного танка M41 Walker Bulldog. T92 не було прийнято на службу.

## Історія
Хоча легкий танк T41E1 почав серійно виробляється ще в 1951 році, він не відповідав вимогам діючої армії США і був скоріше тимчасовим машиною. Зокрема, армія бажала мати легший і менш дорогий танк, але з великим запасом ходу. У цей період часу, гостро постало питання про створення такої машини.
У 1952 році в військові США оголосили конкурс на створення легкої машини. Вимоги до них були дуже жорсткі, вага машини не повинна була перевищувати 18 тонн, але, при цьому, вона повинна була мати на озброєнні 90 мм гарматою, здатною вразити всю існуючу бронетехніку потенційного ворога.
Незабаром військових практично закидали величезною кількістю проєктів нового танка. Серед них виділялися три, які запропонували фірми Cadillac Motor Car Division, Detroit Arsenal і Aircraft Armaments:
- Detroit Arsenal — проєкт отримав індекс Т71, мав вагу у 18 т., Озброювався 76 мм гарматою з автоматом заряджання, встановлену у башті, яка гойдалася. Форма лобового бронювання — «щучий ніс». Потужність силової установки 340 к.с. Екіпаж 3 людини;

- Cadillac — танк під тим же індексом Т71. Легкий апарат з 76 мм гарматою і автоматом заряджання, встановлену вже в звичайну башту. Лобова броня — пряма під нахилом. Двигун аналогічний T71 Detroit Arsenal. Запас ходу 260 км;

- Aircraft Armaments — третій проєкт легкого танка США, було надано на розгляд військових компанією Aircraft Armaments, Incorporated (AAI) в 1952 році. Вага його не перевищував 18 тонн, форма башти була свого роду унікальна. 76 мм гармата з автоматом заряджання було створено з'єднання з 7.62 мм кулеметом і встановлювалося на зовнішньому лафеті, що дозволило значно зменшити висоту машини. Танк отримав індекс Т92.

Після розгляду трьох проєктів було укладено контракт між Cadillac Motor Car Division і Aircraft Armaments. У ньому передбачалася розробка повномасштабних макетів всіх трьох концепцій. Спочатку очікувалося, що остаточна версія Т71 включатиме в себе риси всіх трьох проєктів. Але надалі виявилася непрактичність його конструкції. Екіпаж, модулі та інші функціональні компоненти машини розташовувалися занадто тісно один до одного. Конструкція від Cadillac навпаки була консервативніша і знайома танкобудівникам. У ньому були добре збалансовані мала вага танка і великий запас ходу, при мінімальному ризику пошкодження машини.
В кінці липня 1953, начальник діючої армії і помічник начальника штабу G-4 санкціонував розвиток обох конструкцій Cadillac і Aircraft Armaments. Передбачалася побудова двох дослідних танків, а їх випробування визначило б переможця. Технічний комітет (Ordnance Technical Committee) схвалив ці проєкти в березні 1954 року. Cadillac займався створенням машини Т71, а Aircraft Armaments танком під індексом Т92. Була доручена розробка двох дослідних танків кожної конструкції, вони тривали до січня 1956 року.
Проєкт Т71 був скасований ще до завершення першого дослідного танка. Причиною тому стало два чинники: дуже швидкий прогрес в розробці Т92 і обмежена кількість коштів, що виділялися на програму створення перспективних легких танків.
18 червня 1954 року, Aircraft Armaments отримала офіційне повідомлення розпочати будівництво двох дослідних танків Т92. З 5 листопада 1954 по 27 січня 1955 року були проведені засідання макетної ради, на якій підготували рекомендації по численним змінам конструкції перспективного танка Т92. Деякі зміни були включені в будівництво двох дослідних машин. Найочевиднішою модифікацією стало додавання двох підтримуючих котків для гусениць з обох сторін ходової. Крім того, кулемет калібру 12,7 мм у башті навідника був замінений на зброю калібру 7,62 мм. Однак, кріплення на обох баштах були розроблені з розрахунком установки і того і іншого кулемета.
Командир і навідник знаходилися праворуч і ліворуч від гармати, захищеність їм забезпечували невеликі башточки, в які встановлювалися кулемети 12,7 мм калібру. Заряджаючий розташовувався в лівій задній частині башти, поряд з напівавтоматичним пристроєм завантаження снарядів. Механік-водій сидів в передній лівій частині ходової, поруч з силовою установкою.
Перший дослідний танк Т92 з гарматою 76 мм (реєстраційний номер 9B1281) був доставлений на Абердинський випробувальний полігон 2 листопада 1956 року. Через помилку субпідрядника машина прибула без башт для навідника і командира танка. Але, для більшої точності тестування, масу башт компенсували баластом перш ніж нові башточки прибули на полігон. Другий пілотний танк (реєстраційний номер 9B1282) прибув в Абердин 22 липня 1957 року і був використаний для випробування бойового відділення. Передбачалося, що Т92 буде повністю готовий до повномасштабного серійного виробництва до середини 1962 року.

## Конструкція
Корпус Т92 був зварений з литих і катаних броньованих пластин. Рівень захисту, по суті, був схожий з бронюванням легкого танка М41, але, через великі кути нахилу броні і легшого матеріалу деяких деталей, вага машини стала на порядок менше. Двері з алюмінієвого сплаву були встановлені між відсіками, які відділяли силову установку, акумуляторні батареї і допоміжний генератор. Надгусеничні крила складалися зі сплаву алюмінію і пластика, посиленого скловолокном.
Моторний відсік, в передній правій частині корпуса, був обнесений сталевий стіною. Водій, який розташовувався зліва від моторно-трансмісійного відділення, сидів прямо за відсіком для допоміжної силової установки і батареї. Управління танком здійснювалося за допомогою двох важелів. Механік водій мав захищені засоби огляду, що складалися з чотирьох перископів M17. Вони розташовувалися навколо його люка. На кришку люка можлива була установка ІЧ-перископа M19. Для аварійного виходу з танка, в підлозі відділення управління був розташований ще один люк.

### Двигун
Двигун AOI-628-1 стояв поперек корпусу в правому передньому кутку машини. Перемикання передач забезпечувала гідромеханічна трансмісія Allison XT-300, яка мала шість швидкостей для руху вперед і дві задні швидкості. Повітря для двигуна внутрішнього згоряння поставлявся через грибоподібний вентилятор, його чітко видно в правій середній частині ходової Т92, прямо перед баштою. Поруч можна помітити радіаторну решітку, під нею знаходився великий вентилятор для охолодження. Система вихлопу проходила від двигуна через праве крило в задню частину танка. Баки, об'ємом 284 літри, розташовувалися в задній частині корпусу.

### Рушій
Посилені сталевим тросом гумові гусениці, шириною в 41 см, складалися з дев'яти секцій із загальною протяжністю в 991 см. Дві запасні секції розташовувалися прямо за основним гармати Т92. Танк їхав на чотирьох опорних котках з кожного боку, підвіска була незалежною торсіонною. Задні котки виконували роль лінивців. На додаток до люків для екіпажу, доступ до транспортного засобу здійснювався через двоє броньованих дверей в задній частині корпусу. Кожні двері були оснащені блоком для огляду.

### Озброєння
Дуже незвичайною особливістю Т92 стала форма башти з великою щілиною (227 см) між двома баштами (навідника і командира). У цьому отворі встановлювався лафет з гарматою T185E1 калібру 76 мм. T185E1 була ідентична за балістичними характеристиками гарматі М32, того ж калібру, але вона встановлювалася верх ногами, щоб розмістити на танку напів-автомат заряджання. Кулемет 7,62 мм був спарений з гарматою і встановлювався прямо над нею.
Башточка командира (права) оснащувалася кулеметом калібру 12,7 мм. Навідник розташовувався в лівій башті, яка оснащувалася кулеметом калібру 7,62 мм, він замінив зброю калібру 12,7 мм в оригінальному дизайні. Кожна башта була забезпечена чотирма оглядовими приладами і оточена шістьма додатковими блоками огляду. І командир танка, і навідник були забезпечені двома перископами, які розташовувалися над гарматою, щоб бачити закриту гарматою ділянку місцевості.
Вогонь по ворогу з головної гармати могли вести і командир танка, і навідник. У кожного був модифікований перископ M16, прямо перед башточкою. Взагалі, ці два члена екіпажу були взаємозамінні, якщо, в ході бою, одного з них контузило. Кожна башта мала кут повороту в 194 °. Зазвичай вони поверталися вручну, але також могли швидко повернутися в стандартну позицію. Для цього використовувалася гідравліка. Кути вертикального наведення основної гармати від 10 до +60 °.
Заряджаючий, який розташовувався в кормовій частині башти, мав доступ до головної боєукладки. Вона перебувала в задній частині корпусу і містила 28 76 мм снарядів. У ходовій розташовувалася інша боєукладка — кругова з 24 снарядами в ній. Магазині гармати вміщував ще 7 снарядів, всього в танку було 60 снарядів. Ще однією новою особливість Т92 був автоматичний викид порожніх гільз через спецлючок на башті.

## Випробування
Результат тестування в Абердині виявили необхідність зробити низку змін у конструкції Т92. Наприклад, вузькі гусениці часто виходили з ладу після 202 годин роботи, їх вирішено було замінити на ширші 14 дюймові траки T85E1 (зазвичай вони використовувалися на легкому танку М24). Через ту ж проблеми була змінена ходова, додали додатковий лінивець, він розташовувався в задній частині танка. Інші зміни включали в себе посилений механізм системи приводу, установка сильнішої пружини в приводі викидача 76 мм гільз, дозатор для запобігання проникнення бруду в роликові підшипники. Всього було запропоновано понад 50 модифікацій.
У 1957 році виділили додаткові кошти для модернізації двох дослідних Т92 і створення ще двох машин. До середини 1958 року планувалося доставити цю техніку на полігон в Абердині. Однак, через зміну обставин, їх будівництво так і не було завершено.

## Закриття проєкту
На початку 1957 року комітет Конгресу США отримав інформацію про те, що в Радянському Союзі війська оснащуються новими легкими танками-амфібіями ПТ-76 (Плаваючий Танк). Начальнику штабу армії було поставлено питання про те, чому армія Сполучених Штатів не була проінформована про існування такого транспортного засобу у потенційного противника. Справа в тому, що можливість танка плавати різко збільшувало його бойову ефективність, але змінити конструкцію Т92, щоб і він міг триматися на воді, вже не було ніякої можливості. Конструкція танка була виконана таким чином, щоб він вийшов якомога компактнішим, щоб мінімізувати розміри, масу і максимально збільшити його захищеність.
У червні 1958 року, військові вирішили, що виготовлення ще двох дослідних машини слід скасувати, але продовжити тестування двох, що залишилися, щоб виявити уразливості у конструкції. Це був заділ на майбутнє, адже новий танк повинен був взяти все найкраще у Т92, але, при цьому, бути комбінованою розвідувально-десантною машиною, здатний плавати. В результаті, програма зі створення перспективного легкого танка США була згорнута, а Т92 так і не пішов у серію.
Всі сили ВПК були кинуті на створення нового плаваючого танка, яким став M551 «Шерідан».